# Luven
Luven (, toponimo romancio; in tedesco Luvis, ufficiale fino al 1943, in italiano Lovino, desueti) è una frazione di 181 abitanti del comune svizzero di Ilanz/Glion, nella regione Surselva (Canton Grigioni).

## Storia

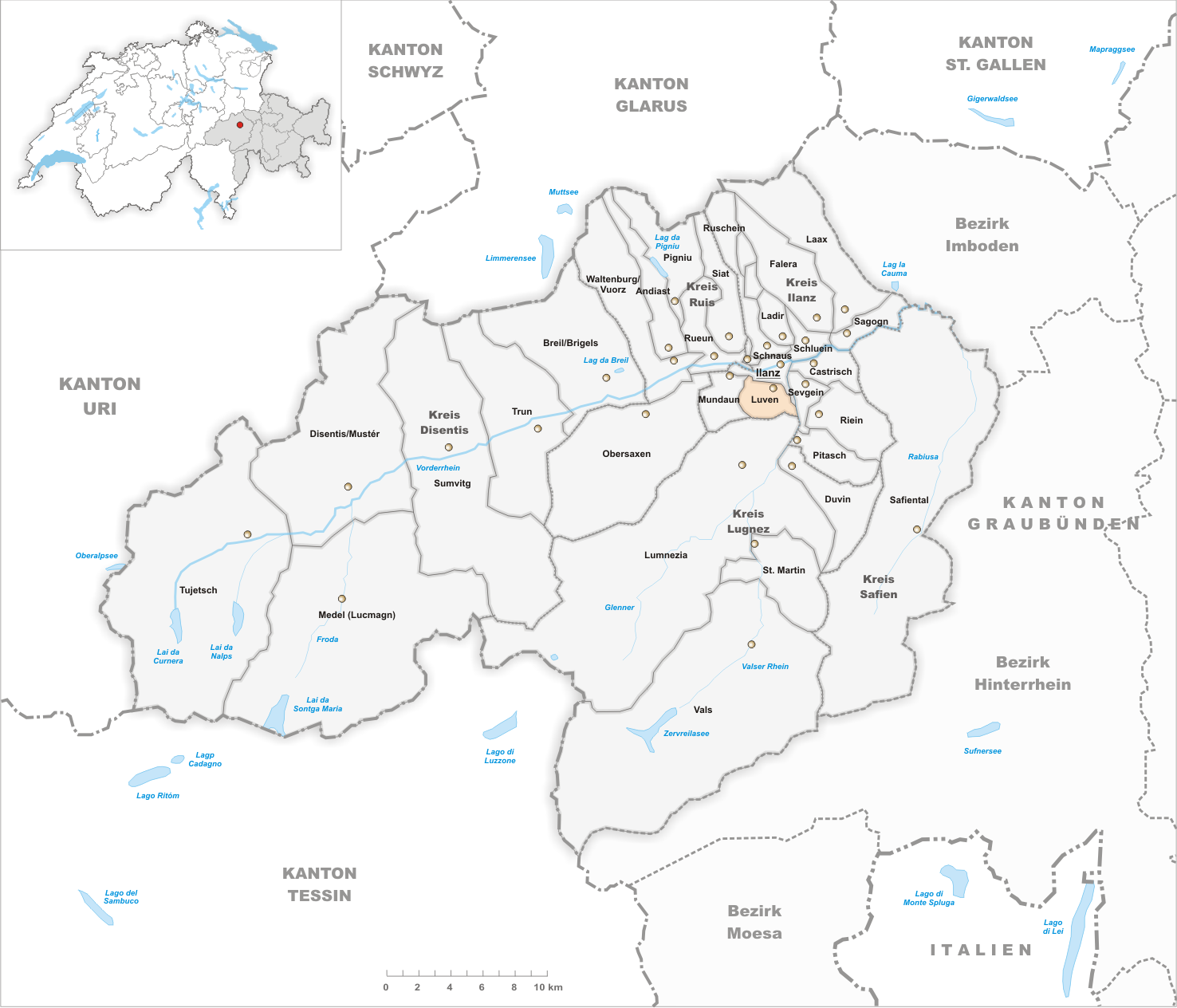
Il territorio del comune di Luven prima degli accorpamenti comunali del 2014

Già comune autonomo che si estendeva per 6,63 km², il 1º gennaio 2014 è stato aggregato agli altri comuni soppressi di Castrisch, Duvin, Ilanz, Ladir, Pigniu, Pitasch, Riein, Rueun, Ruschein, Schnaus, Sevgein e Siat per formare il nuovo comune di Ilanz/Glion.

## Monumenti e luoghi d'interesse
- Chiesa riformata dei Santi Stefano e Florin, attestata dal 1488[1];
- Rovine della fortezza di Castelberg, eretta nel XIII secolo e in rovina dal XVI secolo[1][3].

## Società

### Evoluzione demografica
L'evoluzione demografica è riportata nella seguente tabella:
Abitanti censiti

### Lingue e dialetti
Nel 2000 oltre il 65% della popolazione parlava la lingua romancia.